# 滝沢英輔
滝沢 英輔（瀧澤 - 、たきざわ えいすけ、1902年9月6日 - 1965年11月29日）は、日本の映画監督、脚本家である。本名瀧澤 憲（ - けん）名義で大正末期に脚本家としてスタート、俳優兼助監督として脚本も手がけ、「英輔」名義で監督となった。第二次世界大戦前の京都にかつて存在した脚本家集団「鳴滝組」に参加、映画史に名を残す。マキノ正博、山中貞雄との共同作業、戦後の女性映画・青春映画でも知られる。

## 来歴・人物

### マキノの星の下で
1902年（明治35年）9月6日、東京市芝区三崎町（現在の港区三田4丁目）の葉茶屋の家に生まれる。3歳上の兄は映画監督の二川文太郎（本名・瀧澤吉之助）である。旧制東京府立工芸学校（現在の東京都立工芸高等学校）卒業後、新劇の研究をすべく劇研究会を組織した。
1925年（大正14年）3月、21歳のとき京都入りし、兄のいる東亜キネマ等持院撮影所に入社、月形龍之介が主演する兄の監督作『乱刀』にオリジナル脚本を提供（「瀧澤憲」名義）、同年7月15日に公開された。翌月には続編も滝沢脚本によって同様に製作され、公開された。同年6月、すでに等持院撮影所長の牧野省三が東亜キネマを退社し、マキノ・プロダクションを設立しており、マキノ御室撮影所開所ののちに兄とともに同社へ移籍、引き続き「瀧澤憲」名義で俳優兼助監督として同社に所属した。同年末公開の『復讐と兄弟』を皮切りに、牧野の長男である、滝沢の6歳下のマキノ正博（当時は正唯、17歳）と多く共演した。1927年（昭和2年）には久保為義監督の『この母を見よ』では主演、マキノ正博監督が出演もした杉狂児主演作の『謎の一夜』にも出演している。
1928年（昭和3年）のスター大量退社事件後の山上伊太郎オリジナル脚本、マキノ正博監督の『浪人街 第一話 美しき獲物』ではチーフ助監督として同作を支え、大ヒットとキネマ旬報ベストテン第1位を勝ち取る一助となった。翌1929年（昭和4年）、26歳のときに「滝沢英輔」と改名し、岡島艶子主演の『ある女と画家』で映画監督としてデビュー、同作は同年4月26日に公開された。同年7月25日にマキノ・プロダクション代表の牧野省三が死去、没後50日を迎えた9月に発表された新体制では、本名の「瀧澤憲」名義で「監督部」の最末席に名を連ねる。新体制後の監督第4作『パイプの三吉』では、キネマ旬報ベストテン第7位を獲得、年内にも『雲霽るゝ』を撮り、デビュー年に5作をものした。
1930年（昭和5年）の三村伸太郎オリジナル脚本『南極に立つ女』等、現代劇を手がけてきたが、1931年（昭和6年）の正月第2弾、金森万象・稲葉蛟児・三上良二・久保為義との共同監督に名を連ねた『真田十勇士』、マキノ正博応援監督を得た『赤鞘安兵衛』と2本の時代劇を手がけ、同プロダクションの解散を迎えた。

### 「鳴滝組」のダイナモ
その後、同年は、松竹下加茂撮影所に移籍した兄の二川の林長二郎主演作『投げ節弥之助』2作の脚色をしたり、マキノのスター沢村国太郎が設立した沢村国太郎プロダクションで長谷川伸原作の『振袖勝負』、翌1932年（昭和7年）は同プロダクション製作、三村伸太郎のオリジナル脚本による『大岡政談 十三夜見物侍』を監督し、同プロダクションと提携していた、東亜キネマ等持院撮影所の継承会社東活映画社で、月形龍之介主演、長谷川原作、三村脚本の『助太刀辻講釈』を監督したが、同年10月をもって東活が解散、等持院は閉鎖となる。1933年（昭和8年）前半には、日活太秦撮影所で佐々木味津三原作、山上伊太郎脚本、大河内伝次郎主演の『上州七人嵐』、八田尚之オリジナル脚本、沢村国太郎主演の『武士仁義』を撮るが、しばらく浪人の身となった。
当時の滝沢は、おなじマキノ出身の脚本家の八尋不二、三村伸太郎や監督の鈴木桃作、兄のいる松竹下加茂の脚本家の藤井滋司、片岡千恵蔵プロダクションで活躍中の監督・稲垣浩らとともに、太秦地区の北側、京都市右京区鳴滝音戸山町に住んでいた。彼らはそこを近代以前の名称で「鳴滝村」と呼んでいた。あとから現れたマキノ正博の学生時代からの友人でマキノ・プロダクションの助監督だった山中貞雄とその助監督の萩原遼ともに、1934年（昭和9年）脚本家集団「鳴滝組」を結成、共同ペンネームを「梶原金八」とした。
滝沢は1935年（昭和10年）、さっそく市川右太衛門プロダクション（右太プロ）で梶原金八オリジナル脚本で『晴れる木曾路』、新興キネマ京都撮影所で『太閤記 藤吉郎走卒の巻』、翌1936年（昭和11年）にはふたたび右太プロで『海内無双』、嵐寛寿郎プロダクションでも『宮本武蔵 地の巻』、と「鳴滝組」をもっとも活用した監督として活躍した。1937年（昭和12年）、京都「鳴滝村」を離れ、東京のP.C.L.映画製作所へ入社、フリードリヒ・フォン・シラーの戯曲『群盗』を下敷きにした三好十郎の『吉野の群盗』を「鳴滝組」に発注、これは山中貞雄が中心になって必死で脚本を仕上げ、滝沢監督による『戦国群盗伝』前・後篇となった。同年、山中もP.C.L.に移籍、ふたりは青山に家を借りて共同生活をした。山中はここから出征し、翌1938年（昭和13年）戦死した。22作を遺した「鳴滝組」の歴史も終わった。

### 東宝から日活へ
同年P.C.L.は合併により東宝となり、滝沢は戦中戦後を通じて東宝スタジオの監督として活躍した。1954年（昭和29年）、日活に移籍、再開（制作部門を戦時統合で大映に吸収されていたため、撮影所を新築してのリスタートだった）第1弾『国定忠治』を監督した。1958年（昭和33年）に監督した泉鏡花の小説『高野聖』を原作とした『白夜の妖女』を第8回ベルリン国際映画祭にコンペティションに出品、金熊賞はイングマール・ベルイマン監督の『野いちご』が獲得したが、滝沢の存在が国際的に知られるところとなる。
還暦を迎えた1962年（昭和37年）、井上靖原作の『しろばんば』を芦川いづみ主演で撮り、当時の「滝沢英輔になお若い青春を感ずる」と評された。1965年（昭和40年）11月29日、高血圧性腎炎で死去。63歳没。

## おもなフィルモグラフィ

『祈るひと』（1959年）の撮影現場

### 「瀧澤憲」名義
- 乱刀 前篇　1925年　原作・脚本　監督二川文太郎、主演月形龍之介　※脚本デビュー作
- 続乱刀　1925年　原作・脚本　監督二川文太郎、主演月形龍之介
- 復讐と兄弟　1925年　出演　監督勝見正義、原作・脚本西條照太郎、主演都賀清司、共演津村博、マキノ正唯　※俳優デビュー作
- この母を見よ　1927年　出演　監督久保為義、脚本芝蘇呂門、共演水谷蘭子　※主演
- 謎の一夜　1927年　出演　監督・出演マキノ正博、主演杉狂児、共演都賀静子、津村博
- 浪人街 第一話 美しき獲物　1929年　助監督　総指揮マキノ省三、監督マキノ正博、助監督並木鏡太郎、原作・脚本山上伊太郎、撮影三木稔、出演南光明、谷崎十郎、根岸東一郎、河津清三郎、岡島艶子
- 浪人街 第二話 楽屋風呂第一篇　1929年　助監督　総指揮マキノ省三、監督マキノ正博、助監督吉田信三・塩田耕平、原作・脚本山上伊太郎、撮影三木稔、出演南光明、津村博、根岸東一郎、河上君栄、マキノ登六
- 浪人街 第二話 楽屋風呂解決篇　1929年　監督補佐　総指揮マキノ省三、監督マキノ正博、助監督吉田信三・塩田耕平、原作・脚本山上伊太郎、撮影三木稔、出演南光明、津村博、根岸東一郎、河上君栄、マキノ登六

### 「滝沢英輔」名義
- ある女と画家　1929年　原作・脚本高橋黎二、主演岡島艶子、荒木忍　※監督デビュー作
- パイプの三吉　1929年　原作・脚本・出演近藤伊与吉、主演津村博、砂田駒子
- 雲霽るゝ　1929年　主演津村博、岡島艶子
- 南極に立つ女　1930年　原作・脚本三村伸太郎、主演砂田駒子、津村博、荒木忍
- 真田十勇士　1931年　共同監督金森万象・稲葉蛟児・三上良二・久保為義、原作八田尚之、脚本藤田潤一、主演南光明、谷崎十郎、沢村国太郎
- 赤鞘安兵衛　1931年　応援監督・原作マキノ正博、脚本仁礼傀太郎、出演小金井勝、尾上松緑 (2代目)、南光明
- 投げ節弥之助 みちのくの巻 　1931年　脚本　監督二川文太郎、原作子母沢寛、主演林長二郎
- 投げ節弥之助 江戸の巻　1931年　脚本　監督二川文太郎、原作子母沢寛、主演林長二郎
- 振袖勝負　1931年　原作長谷川伸、脚本朱珠樹、主演沢村国太郎
- 大岡政談 十三夜見物侍　1932年　原作・脚本三村伸太郎、主演沢村国太郎
- 助太刀辻講釈　1932年　原作長谷川伸、脚本三村伸太郎、主演月形龍之介
- 上州七人嵐　1933年　原作佐々木味津三、脚本山上伊太郎、主演大河内傳次郎
- 武士仁義　1933年　原作・脚本八田尚之、主演沢村国太郎
- 晴れる木曾路　1935年　原作・脚本梶原金八、主演市川右太衛門
- 太閤記 藤吉郎走卒の巻　1935年　原作矢田挿雲、脚本梶原金八、録音マキノ正博、主演尾上栄五郎
- 海内無双　1936年　原作・脚本梶原金八、主演市川右太衛門
- 宮本武蔵 地の巻　1936年　原作吉川英治、脚本梶原金八、主演嵐寛寿郎
- 戦国群盗伝 前篇 虎狼　1937年　原作三好十郎、脚本梶原金八、音楽山田耕筰、主演河原崎長十郎
- 戦国群盗伝 後篇　1937年　原作三好十郎、脚本梶原金八、音楽山田耕筰、主演河原崎長十郎
- 忠臣蔵　前編　1939年　脚本三村伸太郎、主演大河内傳次郎、長谷川一夫
- 川上哲治物語　背番号16 1957年　（日活）
- 「廓」より　無法一代 1957年　原作西口克己（日活）
- 白夜の妖女　1958年　原作泉鏡花、脚本八住利雄、主演月丘夢路
- 祈るひと 1959年、主演月丘夢路、芦川いづみ
- あじさいの歌 1960年
- しろばんば　1962年　企画大塚和、原作井上靖、脚本木下惠介、主演芦川いづみ
- 雲に向かって起つ　1962年　原作石原慎太郎、主演石原裕次郎、浅丘ルリ子
- 出撃 1964年 原作高木俊朗、脚本八住利雄、主演伊藤孝雄（日活）
- 新・男の紋章 度胸一番　1964年　企画笹井英男、脚本甲斐久尊、撮影高村倉太郎、主演高橋英樹、和泉雅子
- 男の紋章 花と長脇差　1964年　企画笹井英男、脚本甲斐久尊・中西隆三、撮影高村倉太郎、主演高橋英樹、和泉雅子
- 男の紋章 喧嘩街道　1965年　企画笹井英男、脚本甲斐久尊、撮影高村倉太郎、主演高橋英樹、和泉雅子
- 男の紋章 流転の掟　1965年　企画笹井英男、脚本甲斐久尊、撮影高村倉太郎、主演高橋英樹、和泉雅子

## 関連事項
- 東亜キネマ - マキノ・プロダクション （牧野省三）
- 梶原金八
- 第8回ベルリン国際映画祭

## 註
1. 1 2 3 4 5 6 7  『日本映画監督全集』（キネマ旬報社、1976年）の「滝沢英輔」の項（p.239-240）を参照。同項執筆は奥田久司。
2. ↑  立命館大学衣笠キャンパスの「マキノ・プロジェクト」サイト内の「菅家紅葉氏談話」の記述を参照。
3. ↑  『日本映画監督全集』（キネマ旬報社、1976年）の「山中貞雄」の項（p.427-429）を参照。同項執筆は加藤泰。